# Riu Farah
El riu Farah (persa: Farāh Rud) és un riu de la part occidental de l'Afganistan.
Neíx a les muntanyes de Band-e Bayan i corre uns 460 km fins a la llacuna de Helmand a la frontera entre Afganistan i l'Iran però desaiguant a la part afganesa de la llacuna. La ciutat de Farah, capital de la província de Farah, es troba a la seva riba a uns 100 km abans de la desembocadura.